# Братков минеј
Братков минеј је српски православни календар (минеј) из 13. века. Назив је добио по писару Братку. То је најстарији минеј у српској књижевности. Писан је на пергаменту, у време краља Владислава (1234–1243), ћирилицом, старосрпским језиком (српска редакција старословенског језика
Књига се састоји из четири дела, груписаних у "требнике" за сваки месец од септембра до новембра написаних у последњој четвртини 13. века, док је остатак написан у првој половини 14. века.
У књизи се налазе фрагменти песмама Светог Наума Охридског (око 830—910.).
Припадао је старом фонду рукописа Народне библиотеке Србије на Косанчићевом венцу, и као већина рукописних књига из архиве НБС, нестао је за време Првог светског рата и завршио је у Немачкој, одакле је откупљен 1969. године. Од тада се чува у архиви нове Народне библиотеке Србије на Врачару.